# Seznam slovenskih rimskokatoliških duhovnikov
Seznam slovenskih rimskokatoliških duhovnikov vsebuje samo duhovnike – škofje so navedeni v samostojnem seznamu.

## A
- Janez Abram (1813)
- Janez Abram (1897)
- Jože Abram
- Luka Abram
- France Ačko
- Ivan Ahčin
- Andrej Albrecht
- Jakob Aleksič
- Peter Aleš
- Jurij Alič
- Andrej Aljančič
- Jakob Aljaž
- Frančišek Ambrož
- Bernard Ambrožič
- Janez Ambrožič (1903)
- Janez Ambrožič (1939)
- Matjaž Ambrožič
- Andrej Andolšek
- Frančišek Andrioli
- Angelik iz Kranja
- Jernej Arko
- Mihael Arko
- Janez Arlič
- Janez Jurij Arnež
- Adolf Augustitš
- Franc Avsec
- Simon Ašič
- Anton Aškerc
- Adolf Augustitš
- Franc Avsec
- Urban Ažbe
- Andrej Ažman
- Janez Ažman
- Ciril Ažman
- Janez Ažman

## B
- Jožef Bagari
- Franc Ksaver Bajec
- Ivan Bajec
- Pavel Bajec
- Anton Bajt
- Matija Balažic
- Ivan Baloh
- Ernest Bandelj
- Anton Bankič (1814)
- Anton Bankič (1865)
- Janko Barle
- Baltazar Bartol
- Jernej Basar
- Jernej Bastiančič
- Štefan Bastič
- Ivan Baša
- Jernej Basar
- Andrej Batič
- Angel Batič
- Martin Bauzer
- Janez Bedenčič
- Venceslav Bele
- Franc Belec
- Ivan Belec
- Janez Belej
- Jožko Benedetič
- Marko Benedik
- Metod Benedik
- Valentin Benedik
- Josip Benkovič
- Anton Berce
- Jožko Berce
- Anton Berce
- Branko Berce
- Viktor Berce
- Franc Bernik
- Pavel Bernik
- Valentin Bernik
- Jožef Bernjak
- Jože Bertoncelj
- Blaž Bevk
- Jožef Bevk
- Franc Bezjak
- Matija Bilban
- Franc Bilc
- Janez Bilc
- Valentin Birtič
- Milan Bizant
- Franc Bizjak
- Marko Blasutig
- Franc Blažič
- Franc Bleiweis
- Rudolf Bogatec
- Janez Bogovič
- Andrej Bohinc
- Anton Bohinc
- Jakob Bohinc
- Peter Bohinjec
- Franc Bole
- Janez Bonač
- Ferdinand Bonča
- Miro Friderik Bonča
- Jožef Borovnjak
- Alojz Božank
- Janez Božič
- Dušan Bratina (1914-2012)
- Lojze Bratina
- Pavel Bratina
- Emerih Bratuša
- Bogomil Brecelj
- Dimitrij Bregant
- Janez Brence
- Jernej Brence
- Dimitrij Bregant
- Ivan Brezavšček
- Anton Breznik (1737)
- Anton Breznik (1881)
- Ivan Brezavšček
- Franc Brlek
- Ivan Brlek
- Janez Brodnik
- Mirko Brumat
- Rihard Brumat
- Franc Brumnik
- Peter Budin
- Jožef Frančišek Buh
- Mihael Bulovec
- Ignacij Burgar
- Jožef Burger
- Jakob Burja
- Peter Butkovič

## C
- Oroslav Caf
- Stanko Cajnkar
- Valentin Cajnko
- Ivan Camplin
- Izidor Cankar
- Karel Cankar
- Jožef Čarič
- Alojzij Carli
- Jožef Cedermac
- Štefan Cek
- Emil Cenčič
- Franc Cerar
- Anton Cestnik
- Branko Cestnik
- Gašper Cigale
- France Cigan
- Ivan Cigan
- Janez Cigler
- Alojzij Cigoj
- Leopold Cigoj
- Kristijan Cuderman
- Mirko Cuderman
- Franc Cukala
- Franc Cvar
- Matija Cvetan
- Franc Cvetko

## Č
- Adolf Ivan Čadež
- Anton Čadež
- Lovrenc Čadež
- Andrej Čebašek
- Andrej Čebul
- Ivan Čebul
- Avgust Čebulj
- Jožef Čede
- Jakob Čemažar
- Bernard Čeferin
- Franc Čepe
- Tomaž Čerin
- Jakob Černe
- Venčeslav Černigoj
- Anton Červ
- Tone Česen
- Karel Čigon
- Matija Čiolič
- Alojzij Čižek
- Anton Čok
- Vinko Čonč
- Franton Črnigoj
- Henrik Črnigoj
- Otmar Črnilogar
- Jožef Čuček
- Silvester Čuk

## D
- Jožef Dagarin
- Peter Dajnko
- Mihael Debeljak
- Janez Debevec
- Ivan Delpin
- Josip Demšar
- Ivan Dermastia
- Juraj Dobrila
- Jožef Dobrovec
- Alojzij Dobrovoljc
- Anton Dobrovoljc
- Luka Dolenc
- Anton Dolinar (1847)
- Anton Dolinar (1894)
- Franc Dolinar
- Luka Dolinar
- Frančišek Doljak
- Jernej Dolžan
- Anton Domicelj
- Josip Dostal
- Franc Dovnik
- Josip Drobnič
- Maksimilijan Držečnik
- Anton Duhovnik
- Anton Dular
- France Dular

## E
- Lambert Ehrlich
- Martin Ehrlich
- Andrej Einspieler
- Gregor Einspieler
- Lambert Einspieler
- Janez Krstnik Elersič
- Anton Erjavec
- Jožef Erker
- Filip Jakob Erlah
- Peter Eržen

## F
- Janez Fabijan
- Valentin Fabri
- Blaž Farčnik
- Andrej Fekonja
- Fran Ferjančič
- Lambert Ferčnik
- Janez Filipič
- Fran Saleški Finžgar
- Janez Flis
- Ivan Dizma Florjančič de Grienfeld
- Josip Fon
- Andrej Foramiti
- Matej Frelih
- Vinko Frangež

## G
- Mihael Gaber
- Martin Gaberc
- Andrej Gabrovšek
- Franc Gabrovšek
- Anton Gerbec
- Albin Germek
- Marko Glaser
- Peter Pavel Glavar
- Franc Glinšek
- Felicijan Globočnik
- Janez Globočnik
- Roman Globokar
- Jožef Godina
- Matija Godina
- Bernardin Godnič
- Franc Godnič
- Jožef Godnič (1851)
- Jožef Godnič (1884)
- Januš Golec
- Janez Goličnik
- Jože Goličnik
- Štefan Golja
- Josip Golob
- Martin Golob
- Janez Gorkič
- Martin Gorše
- Franc Govekar (1883)
- Franc Govekar (1926)
- Jurij Grabrijan
- Pankracij Gregorc
- Anton Gregorčič
- Jože Gregorič
- Simon Gregorčič (1844)
- Simon Gregorčič (1856)
- Vekoslav Grmič
- Milan Grlj
- Josip Gruden
- Karel Gržan
- Jerko Gržinčič
- Ambrož Guion
- Franc Guštin
- Jožef Gutman

## H
- Mihajlo Hardi (grkokatolik - unijat)
- Gracijan Heric
- Kalist Heric
- Peter Hicinger
- Franc Hladnik
- Josip Hohnjec
- Franc Hozjan
- Franc Hrastelj
- Franc Hül
- Vojteh Hybášek

## I
- Gašpar Igl
- Avgust Ipavec
- Maks Ipavec
- Marka Irmel
- Franc Ivanetič
- Adam Ivanoci
- Ferenc Ivanoci

## J
- Francis Jager
- Janez Jalen
- Karel Jamnik
- Luka Jamnik
- Janez Svetokriški
- Dominik Janež
- Janez Janžekovič
- Jožef Janžekovič
- Jurij Japelj
- Anton Jarc
- Franc Jarc
- Urban Jarnik
- Placid Javornik
- Janez Jenko
- Valerijan Jenko
- Luka Jeran
- Frančišek Jere
- Igor Jereb
- Karel Jereb
- Stanko Jericijo
- Ivan Jerič
- Anton Jerovšek
- Josip Jerše
- Maksimiljan Jezernik
- Marijan Jezernik
- Blaž Jezeršek
- Jurij Jonke
- Leopold Jurca
- Jan Jurij
- Ivan Jagodic

## K
- Alojz Kačičnik
- Milan Kadunc
- Ciril Kandut
- Filip Jakob Kafol
- Andrej Kalan
- Janez Evangelist Kalan
- Janez Krstnik Kalan
- Krištof Kandut
- Frančišek Ksaver Karun
- Josip Kastelic
- Jakob Kaučič
- Ivan Kaus
- Andrej Kavčič
- Jakob Kavčič
- Štefan Kemperle
- Anton Kerčon
- Jožef Kerčon
- Albin Kjuder
- Jožef Klekl (1874)
- Jožef Klekl (1879)
- Andrej Klemenčič
- Drago Klemenčič
- Luka Klopčič
- Karel Klun
- Luka Knafelj
- Milan Knep
- Ivan Kobal
- Lojze Kobal
- Vinko Kobal
- Blaž Kocen
- Štefan Kociančič
- Alojz Kocjančič
- Zoran Kodela
- Janez Kodrič
- Josip Kogej
- Jože Kokalj
- Marjan Kokalj
- Peter Kolar
- Ivan Kolarič
- Franc Kolenc
- Friderik Kolšek
- Marjan Komjanc
- Janko Komljanec
- Rudi Koncilja
- Viktor Kopatin
- Anton Korošec
- Viktor Kos
- Vladimir Kos
- Franc Kosar
- Franc Kosec
- Jože Košir
- Jaroslav Kotnik
- Edvard Kovač
- Fran Kovačič
- Jožef Kovačič
- Martin Kovačič
- Lojze Kozar
- Lojze Kozar mlajši
- Janez Kozinc
- Borut Košir
- Jožef Košič
- Štefan Kožuh
- Andrej Krajec
- Silvin Krajnc
- Slavko Krajnc
- Pavel Krajnik
- Jože Krakar
- Franc Kralj
- Frančišek Kralj
- Ignacij Kralj
- Janez Kranjc
- Marko Kranjc
- Franc Krašna
- Jakob Krašna
- Jože Krašovec
- Stane Kregar
- Janez Evangelist Krek
- Anton Krempl
- Janez Križaj
- Ivan Križanič
- Jožef Kržišnik
- Jože Krošl
- Bogumil Krušič
- Alojzij Kuhar
- Anton Kuhn
- Floriš Kühar
- Števan Kühar
- Avguštin Kukovič
- Franc Kulovec
- France Kunstelj
- Martin Kuralt
- Robert Kuralt
- Štefan Kušer (1910-2002)
- Juri Küzmič
- Peter Kvaternik

## L
- Anton Lah
- Avguštin Lah
- Valentin Lah
- Evgen Lampe
- Frančišek Lampe
- Janez Langerholz
- Jožef Lap
- Jožef Lapuh
- Jožef Lapuh
- Ivan Lavrenčič
- Mario Lavrenčič
- Primož Lavrenčič
- Andrej Lavrin
- Gregor Lavrinec
- Josip Lavtižar
- Anton Lazari
- Albert Leban
- Anton Legiša
- Ignacij Lenček
- Ladislav Lenček
- Stanislav Lenič
- Anton Lesjak
- Urban Lesjak
- Janez Lesnika
- Jernej Levičnik
- Andrej Likar
- Franc Linasi
- Tadej Linasi
- Matija Lipold
- Simon Lorber
- Matej Lotrič
- Franc Ksaver Lukman

## M
- Janez Madon
- Jožef Majcen
- Janez Nepomuk Majnik
- Ivan Mak
- Jožef Malič
- Matej Marcina
- Josip Marinko
- Janez Marolt
- Matej Markič
- Ivan Markošek
- Franc Markovič
- Jože Markuža
- Jošt Andrej Martelanc
- Andrej Marušič
- Ivan Marija Marušič
- Jožef Marušič
- Romuald Marušič
- Janez Maučec
- Martin Matek
- Ivan Matko
- Jurij Matjašič
- Anton Medved (1862)
- Anton Medved (1869)
- Jernej Medved
- Jožef Meglič
- Franc Ksaver Mercina
- Franc Serafin Metelko
- Janez Mesar
- Alojzij Meško
- Franc Ksaver Meško
- Jožef Meško
- Nikolaj Meznarič
- Jožef Avguštin Meznerič
- Anton Mežnarc
- Franc Mihelčič
- Janez Mihelič
- Leopold Mihelič
- Jurij Miklavčič
- Maks Miklavčič
- Janko Mikula
- Jožef Mirt
- Ivan Mlakar
- Janko Mlakar
- Anton Mlinar
- Jože Mlinarič (duhovnik)
- Štefan Modrinjak
- Franc Močnik
- Vinko Močnik
- Andrej Mozetič
- Ivan Mozetič
- Janez Mozetič
- Štefan Mozetič
- Peter Možina
- Tomaž Mraz
- Valentin Müller
- Silvester Murè

## N
- Martin Naglič
- Klement Naistoth
- Anton Namre
- Ivan Narat
- Joahim Nastran
- Matej Nastran
- Franjo Neubauer
- Urban Nežmah
- Ferenc Novak
- Janez Novak
- Janez Novak (*1944), cistercijanski pater, stiški opat
- Janez Novak (policijski vikar)
- Josip Novak
- Pavle Novak
- Vincenc Novak

## O
- Anton Oblak
- Alojzij Odar
- Franc Ogradi
- Mihael Omersa
- Franc Omerza
- Mihael Opeka
- Anton Opetnik
- Andrej Orehek
- Ignacij Orožen
- Valentin Orožen
- Lovrenc Osgnach
- Gašper Otrin
- Evstahij Ozimek
- Jožef Ozmec
- Anton Ožinger (1943–2019)

## P
- Jože Pacek
- Miha Frančišek Paglovec
- Anton Pahor
- Jožef Pajek
- Ivan Pajk
- Matija Pak
- Štefan Pauli
- Janez Pavlin
- Jernej Pavlin
- Vlado Pečnik
- Jože Pegan
- Anton Peric
- Viktor Perkan
- Pavel Perko
- Ivan Perša
- Davorin Petančič
- Branko Petauer
- Alojzij Peterlin
- Henrik Peternel
- Mihael Peternel
- Janez Piber
- Mihael Pikl
- Gašpar Pilat
- Jakob Pilat
- Anton Pintar
- Lovro Pintar
- Franc Pirc
- Andrej Pirš
- Lado Piščanc
- Gabrijel Planinšek
- Janez Platiša
- Jože Plut
- Janez Podboj
- Valentin Podgorc
- Peter Podreka
- Franc Tomaž Pogačnik
- Janez Pogačnik
- Lovrenc Pogačnik
- Janez Krizostom Pohlin
- Jožef Pohlin
- Marko Pohlin
- Jožef Poklukar
- Jožef Pokorn
- Tone Polda
- Martin Poredoš
- Gašper Porenta
- Blaž Potočnik
- Ciril Potočnik
- Marjan Potočnik
- Jakob Prašnikar
- Franc Prelc
- Gašper Prelc
- Matija Prelesnik
- Anton Prešeren
- Janez Krstnik Prešeren
- Jože Prešeren
- Jožef Prešeren
- Jurij Prešeren
- Janez Avguštin Puhar
- Franc Puncer
- Alfonz Požar

## R
- Božidar Raič
- Jože Rajhman
- Maksimilijan Leopold Rasp
- Vendel Ratkovič
- Matevž Ravnikar
- France Rebol
- Maksimilijan Redeskini
- Ivan Rejec
- Hijacint Repič
- Jožef Resnik
- Dragotin Ferdinand Ripšl
- Damjan Ristić
- Simon Robič
- Janez Krstnik Rode
- Gašper Rojko
- Alojzij Rozman
- Janez Rozman
- Jožef Rozman (1801)
- Jožef Rozman (1812)
- Jožef Rozman (1870)
- Gašper Rupnik
- Tomaž Rutar

## S
- Jakob Sabar
- Janez Sajovic
- Miran Sajovic
- Jožef Sakovič
- Ciril Sedej
- Alojz Sardoč
- Janez Sedej
- Nikolaj Sedej
- Štefan Selmar
- Severus Sever
- Oskar Simčič
- Franc Simonič
- Adam Skalar
- Ivan Skuhala
- Anton Slabe
- Stanislav Slatinek
- Matej Slekovec
- Janoš Slepec
- Ludvik Sluga
- Andrej Bernard Smolnikar
- Luka Smolnikar
- Andrej Smrekar
- Janez Smrekar
- Andrej Snoj
- Benigen Snoj
- Venčeslav Snoj
- France Sodja
- John Sonc
- Ciril Sorč
- Anton Spendou
- Jožef Spendou
- Valentin Stanič
- Roman Starc
- Avguštin Stegenšek
- Jakob Stepišnik
- Ivan Stibiel
- Jožef Stibiel
- Anton Strle
- Ahacij Stržinar
- Feliks Suk
- Janez Sumper
- Blaž Sušnik
- Ivan Sušec
- Bernardin (Jurij) Sušnik
- Ivan Sušnik
- Jožef Sušnik
- Ivan Svetina
- Frančišek Svetličič

## Š
- Ivan Šašelj
- Franc Šbül
- Virgil Šček
- Marjan Šef
- Vinko Šega
- Franc Serafin Šegula
- Anton Šinkar
- Matija Šinko
- Matej Škerbec
- Matija Škerbec
- Janez Šket
- Janko Škraban
- Ludvik Škufca
- Miro Šlibar
- Janez Kapistran Šmuc
- Jakob Šolar
- Henrik Šonc
- Peter Šorli
- Vendelin Špendov
- Marko Šraml
- Franc Štiglic
- Anton Štrancar
- France Jaroslav Štrukelj
- Ivan Štrukelj
- Ivan Štuhec
- Janez Šubic
- Frančišek Saleški Šušteršič
- Venceslav Šušteršič
- Franc Švara

## T
- Baltazar Tavčar
- Janez Tavčar
- Franc Tement
- Mavricij Teraš
- Filip Terčelj
- Avguštin Ternovšek
- Filip Terpin
- Matej Tomazin
- Ivan Tomažič (1885)
- Ivan Tomažič (1919)
- Matija Tomc
- Jože Tominc
- Angelik Tominec
- Roman Tominec
- Franc Toplak
- Mihael Toroš
- Franc Tovornik
- Valentin Tratnik
- Franc Treiber
- Ivan Trinko
- Alojzij Trontelj
- Bogomir Trošt
- Jože Trošt
- Filip Trpin
- Davorin Trstenjak
- Janez Trstenjak
- Primož Trubar
- Jurij Matej Trunk
- Ivan Tul
- Janž Tulščak
- Josip Turk
- Peter Turk
- Metod Turnšek
- Leopold Turšič
- Srečko Turk
- Kerubin Tušek

## U
- Anton Udrih
- Anton Ukmar (1796)
- Anton Ukmar (1805)
- Jakob Ukmar
- Jurij Ukmar
- Jožef Ulaga (1815)
- Jožef Ulaga (1826)
- Mihael Umek
- Anton Urbas
- Andrej Urek
- Peter Urh
- Andrej Anton Uršič
- Jernej Uršič
- Aleš Ušeničnik
- Franc Ušeničnik

## V
- Jožef Varga
- Cvetko Valič
- Štefan Varga
- Vinko Vegelj
- Janez Veider
- Jože Vengust
- Marko Veršič
- Matija Vertovec
- Vital Vider
- Martin Vidovič
- Simon Vilfan
- Jože Vinkovič
- Štefan Vinkovič
- Jožef Virk
- Rafko Vodeb
- Valentin Vodnik
- Janez Vodopivec
- Vinko Vodopivec
- Lovro Vogrin
- Anton Vogrinec
- Jernej Voh
- Jakob Volčič
- Janez Volčič
- Joža Vovk
- Franc Vovko
- Ivan Vošnjak
- Maksimilijan Vraber
- Franc Vrhunc
- Stanko Vrtovec
- Venčeslav Vrtovec

## W
- Emil Wester
- Anton Wolf
- Matevž Wolf

## Z
- Pavle Zablatnik
- Janez Zabukovec
- Jožef Zabukovšek
- Gregor Zafošnik
- Mihael Zagajšek
- Dizma Zakotnik
- Vinko Zaletel
- Janez Zalokar
- Andrej Zamejic
- Mansuetus Zangerl
- John Zaplotnik
- Feliks Zavodnik
- Alojz Zavolovšek
- Izidor Završnik
- Anton Zdešar
- Ivan Zelko
- Matija Zemljič
- Josip Zidanšek
- Franc Zmazek
- Avguštin Zlobec
- Franc Zlobec
- Salvator Zobec
- Martin Zlobko
- Vinko Zor
- Anton Zore
- Ivan Nepomuk Zore
- Janez Evangelist Zore
- Franc Zorec
- Hilarij Zorn
- Mirko Zorn
- Jože Zrim
- Božo Zuanella
- Jakob Zupan
- Jožef Zupan
- Jurij Zupan
- Simon Zupan
- Anton Zupančič
- Janez Zupančič
- Janez Zupet

## Ž
- Lojze Jože Žabkar
- Janko Žagar
- Anton Žakelj
- Jurij Žehel
- Avgust Žele
- Jožef Žemlja
- Štefan Žemlič
- Stanko Žerjal
- Viljem Žerjal
- Josip Žičkar
- Anton Žilavec
- Marijan Živic
- Stanko Živic
- Marko Žižek
- Anton Žgur
- Rudolf Žgur
- Ivan Krstnik Žibert
- Franc Žigon
- Ignacij Žitnik
- Franc Žličar
- Ivan Žličar
- Anton Žlogar
- Andrej Žnidarčič
- Janez Žurga
- Hieronim Žveglič
- Niko Žvokelj